# Радіостанція смерті
Радіостанція смерті (англ. Power 98) — американський трилер 1996 року.

## Сюжет
Карлін Пикетт відомий диск-жокей Лос-Анджелесу, який не перестає дивувати своїх шанувальників новими витівками та жартами. Коли в місті починають відбуватися вбивства жінок, маніяк дзвонить на радіостанцію, тим самим піднімаючи її рейтинг, поки поліція не приходить до шокуючої розгадки.

## У ролях
| Актор                  | Роль               |
| ---------------------- | ------------------ |
| Ерік Робертс           | Карлін Пикетт      |
| Ліза Торнгілл          | Вівіан Портер      |
| Джейсон Гедрік         | Джон Прайс         |
| Джек Беттс             | Волдо Марсель      |
| Майкл Ментелл          | Лестер Коррел      |
| Дженні Гарт            | Шарон Пенн         |
| Джим Файф              | Роджер Зальман     |
| Стівен Тоболовскі      | Рік Гарріс         |
| Седі Стреттон          | Джой               |
| Леслі Бега             | Деніз              |
| Крістін Даттіло        | Бетсі              |
| Леонора Скелфо         | Синтія Берклі      |
| Джеймс Пікенс молодший | детектив Вілкінсон |
| Тара Еллісон           | покер дівчина      |
| Кімберлі Флінн         | Розі               |
| Метт Летчер            | Едді, озвучка      |